# Franc Serafin Metelko
Franc Serafin Metelko, slovenski rimskokatoliški duhovnik, slovničar, pisec in prevajalec šolskih in nabožnih knjig, * 14. julij 1789, Škocjan pri Mokronogu, Slovenija, † 27. december 1860, Ljubljana, Slovenija.

## Življenje
Oče mu je bil mlinar Matjaž, mati mu je bila Apolonija (rojena Kersnikovka). Metelko je študiral teologijo in filozofijo v Ljubljani. Po koncu študija je leta 1814 prejel duhovniško posvečenje. Od leta 1815 naprej je bil ljubljanski stolni katehet. Leta 1817 je bil imenovan za profesorja na novoustanovljeni stolici za slovenščino na ljubljanskem liceju. 

### Metelčica
Leta 1825 je izdal knjigo z naslovom Lehrgebäude der slowenischen Sprache im Königreiche Illyrien und in den benachbarten Provinzen. V knjigi je objavil svojo različico slovenske abecede, ki naj bi nadomestila tedaj uporabljano bohoričico. Upošteval je zahtevo Jerneja Kopitarja, ki je predvideval za vsak glas svojo črko. Ker je Metelkova rešitev vsebovala preveč in prezapletene znake (nekatere črke so bile prevzete iz cirilice), pri snovanju pa se je preveč naslanjal tudi na dolenjsko narečje, ni prišla v redno uporabo. Uradno je bila prepovedana leta 1833.
V Škocjanu na Dolenjskem se po njem imenuje OŠ Frana Metelka Škocjan.
V zadnjih letih je sodeloval pri prevajanju Wolfove Biblije.